# کریستین کاروالیو
کریستین کاروالیو (پرتغالی: Christian Carvalho؛ زادهٔ ۱۴ آوریل ۱۹۸۰) بازیکن فوتبال اهل برزیل است.
از باشگاه‌هایی که در آن بازی کرده است می‌توان به باشگاه فوتبال پیکان و باشگاه ورزشی کروزیرو اشاره کرد.